# Интегральное преобразование Абеля
Интегральное преобразование Абеля — преобразование, часто используемое при анализе сферически или цилиндрически симметричных функций. Названо в честь норвежского математика Н. Х. Абеля. Для функции {\displaystyle f(r)} преобразование Абеля даётся уравнением
{\displaystyle F(y)=2\int \limits _{y}^{\infty }{\frac {f(r)r\,dr}{\sqrt {r^{2}-y^{2}}}}.}
Если функция {\displaystyle f(r)} спадает с {\displaystyle r} быстрее чем {\displaystyle 1/r}, то можно вычислить обратное преобразование Абеля:
{\displaystyle f(r)=-{\frac {1}{\pi }}\int \limits _{r}^{\infty }{\frac {dF}{dy}}\,{\frac {dy}{\sqrt {y^{2}-r^{2}}}}.}
В обработке изображений преобразование Абеля используется для того, чтобы получить проекцию симметричной, оптически тонкой функции испускания на плоскость. Обратное преобразование используется для восстановления функции по её проекции (напр. фотографии).

## Геометрическая интерпретация

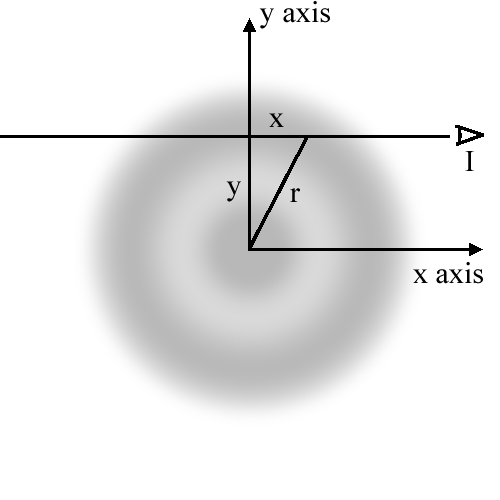
Геометрическая интерпретация преобразования Абеля в двумерном случае. Наблюдатель (I) смотрит вдоль линии, параллельной оси на расстоянии от центра. Наблюдатель видит проекцию (интеграл) осе-симметричной функции вдоль направления наблюдения. Функция изображена при помощи серого цвета. Предполагается, что наблюдатель находится так далеко от центра, что пределы интегрирования равны.

Преобразование Абеля в двумерном случае {\displaystyle F(y)} может рассматриваться как проекция осесимметричной функции {\displaystyle f(r)} вдоль параллельных линий, проходящих на расстоянии {\displaystyle y} от оси. Согласно рисунку справа, наблюдатель (I) увидит величину
{\displaystyle F(y)=\int \limits _{-\infty }^{\infty }f(r)\,dx,}
где {\displaystyle f(r)} — осесимметричная функция, изображенная на рисунке при помощи серого цвета. Предполагается, что наблюдатель находится при {\displaystyle x=\infty ,} и таким образом пределы интегрирования равны {\displaystyle \pm \infty }. Все линии наблюдения параллельны оси {\displaystyle x}.
Замечая, что радиус {\displaystyle r} соотносится с {\displaystyle x} и {\displaystyle y} как {\displaystyle r^{2}=x^{2}+y^{2}}, получаем, что
{\displaystyle dx={\frac {r\,dr}{\sqrt {r^{2}-y^{2}}}}.}
Так как переменная {\displaystyle r} при интегрировании не меняет знака, то подынтегральное выражение (как {\displaystyle f(r)}, так и выражение для {\displaystyle dx}) является чётной функцией. Поэтому можно записать
{\displaystyle \int \limits _{-\infty }^{\infty }f(r)\,dx=2\int \limits _{0}^{\infty }f(r)\,dx.}
Замена переменной {\displaystyle x} на {\displaystyle r} даёт формулу преобразования Абеля:
{\displaystyle F(y)=2\int \limits _{y}^{\infty }{\frac {f(r)r\,dr}{\sqrt {r^{2}-y^{2}}}}.}
Преобразование Абеля можно обобщить на случай большего числа измерений. Особенно интересен случай трёх измерений. В случае осесимметричной функции {\displaystyle f(\rho ,z)}, где {\displaystyle \rho ^{2}=x^{2}+y^{2}} является радиусом в цилиндрических координатах, можно спроектировать функцию на плоскость, параллельную оси {\displaystyle z}. Без потери общности можно взять плоскость, параллельную плоскости {\displaystyle yz}. При этом
{\displaystyle F(y,z)=\int \limits _{-\infty }^{\infty }f(\rho ,z)\,dx=\int \limits _{y}^{\infty }{\frac {f(\rho ,z)\rho \,d\rho }{\sqrt {\rho ^{2}-y^{2}}}},}
что является преобразованием Абеля для {\displaystyle f(\rho ,z)} в переменных {\displaystyle \rho } и {\displaystyle y}.
Частным случаем осевой симметрии является сферическая симметрия. В этом случае имеется функция {\displaystyle f(r)}, где {\displaystyle r^{2}=x^{2}+y^{2}+z^{2}}.
Проекция на плоскость {\displaystyle yz} будет иметь круговую симметрию, которую можно записать как {\displaystyle F(s)}, где {\displaystyle s^{2}=y^{2}+z^{2}}. Производя интегрирование, получим
{\displaystyle F(s)=\int \limits _{-\infty }^{\infty }f(r)\,dx=\int \limits _{s}^{\infty }{\frac {f(r)r\,dr}{\sqrt {r^{2}-s^{2}}}},}
что опять является преобразованием Абеля для {\displaystyle f(r)} в переменных {\displaystyle r} и {\displaystyle s}.

## Связь с другими преобразованиями
Преобразование Абеля является членом так называемого цикла Фурье — Ханкеля — Абеля. Например, для случая двух измерений, если обозначить через {\displaystyle A} преобразование Абеля, {\displaystyle F} — преобразование Фурье и через {\displaystyle H} — преобразование Ханкеля нулевого порядка, то для функций с круговой симметрией будет выполняться равенство
{\displaystyle FA=H,}
то есть если применить к одномерной функции сначала преобразование Абеля, а затем преобразование Фурье, то результат будет тот же, как после применения к функции преобразования Ханкеля.